# 内藤誉三郎
内藤 誉三郎（内藤 譽三郎、ないとう たかさぶろう、1912年1月8日 - 1986年3月16日）は、昭和期の政治家、文部官僚。文部大臣（第100代）、参議院議員（3期）。大妻女子大学学長。

## 来歴・人物
神奈川県中郡西秦野村渋沢（現秦野市）に、葉タバコ農家を営む諸星喜之助の四男として生まれる。神奈川県立小田原中学校（現神奈川県立小田原高等学校）、東京高等師範学校を経て、1936年東京文理科大学英語英文科を卒業、文部省社会教育局に嘱託として入省する。また同年に内藤春子と結婚し、内藤家の養子となった。文部省入省後の1942年に高等文官試験に合格し、大臣官房文書課総務掛長となる。
戦後は省内随一の英語力を武器に、GHQとの折衝で活躍し頭角を顕した。1952年には初等中等教育局庶務課長として「義務教育費国庫負担法」の成立に尽力する。大臣官房会計課長、調査局長、社会教育局長を経て、1956年初等中等教育局長となると、勤務評定推進をはじめ、学習指導要領の法的拘束力の強調（1958年）、道徳教育の導入（1958年）、全国一斉学力テストの実施（1961年）など、自由民主党政権の意向を受けて次から次へと力による文教行政を展開し、日教組サイドからは内藤のことを「鬼の内藤」「タカ三郎」と恐れられた。1962年文部事務次官に就任。1964年に退官した。
1965年、内藤は在家仏教教団立正佼成会や学術研究団体モラロジー研究所および日本退職公務員連盟の支持を取り付け、第7回参議院議員通常選挙に自民党から全国区にて立候補し当選した。以後3回も当選を果たし、派閥は河野一郎派-中曽根康弘派に所属した。なおこの頃の内藤は岡潔に薫陶を受け、官僚色を弱めた柔軟姿勢も示している。参議院文教委員長などを経て、1978年第1次大平内閣で文部大臣として入閣する。文相としては日教組委員長槙枝元文と会談し「40人学級」の実現を約束するなど柔軟な姿勢も見せたが、一方で都道府県の教育長就任予定者に対する“面接試験”を指示するなど、中央統制色も強めていった。その他業績として放送大学の創設がある。1982年春の叙勲で勲一等瑞宝章受章。1983年政界を引退した。
1986年3月16日、急性心不全のため死去、74歳。死没日をもって正七位から従三位に叙される。
一般的にタカ派で通っていた内藤だったが、1970年松村謙三とともに中国を訪問した折、民衆の士気の高さに感銘を受けて熱心な日中国交正常化推進派となり、「タカがハトになった」と評されるような一面もあった。
内藤が文部省の官僚だった際、日教組の組織率低下を図るため、日教組に対抗する良識ある職員団体を育成する方針を打ち出し、教育研修団体方式により、愛媛県や香川県での日教組の組織率を低下させることに成功した。

## 著書
- 『教育財政論』時事通信社 1949
- 『教育財政』誠文堂新光社 1950
- 『日本教育の課題 日米教育制度の比較検討我国教育財政確立の新構想』一二三書房 1952
- 『教育財政学』誠文堂新光社 1953 教職教養シリーズ
- 『教員の資格・給与・恩給詳解』（編）金子書房 1956
- 『社会教育行政法』良書普及会 1957 地方行政全書
- 『大学入試はどう変わるか 学力・能力テストについて』旺文社 1963
- 『戦後教育と私』毎日新聞社 1982
- 『学校教育法解説』日本図書センター 1998